# Mirkovce
Mirkovce es un municipio situado en el distrito de Prešov, en la región de Prešov, Eslovaquia. Tiene una población estimada, en abril de 2024, de 1443 habitantes.
Está ubicado en el centro-sur de la región, en el valle del río Torysa (cuenca hidrográfica del río Tisza) y cerca de la frontera con la región de Košice.

## Demografía
| Año        | 1994 | 2004     | 2014     | 2024     |
| ---------- | ---- | -------- | -------- | -------- |
| Población  | 798  | 1030     | 1274     | 1451     |
| Diferencia |      | +29,07 % | +23,68 % | +13,89 % |

| Año        | 2023 | 2024    |
| ---------- | ---- | ------- |
| Población  | 1431 | 1451    |
| Diferencia |      | +1,39 % |